# Dendi (volcan)
Pour les articles homonymes, voir Dendi.
Le Dendi  est une caldeira de 8 km de large située dans la région Oromia au centre de Éthiopie, à proximité de la caldeira de Wonchi. Ce volcan endormi se trouve sur le plateau éthiopien à 86 km au sud-ouest d'Addis-Abeba.
Les bords du Dendi sont composés de dépôts de cendre mal consolidés. Le centre de la caldeira est un large plancher plat qui abrite deux lacs de cratère peu profonds.
Il n'y a pas de documents historiques évoquant des éruptions volcaniques du Dendi, mais l'on sait que la caldeira de Wonchi, treize kilomètres au sud-ouest, a été active vers 550 av. J.-C.

## Histoire
Jules Borelli découvre le 15 novembre 1887 les deux lacs de son cratère qu'il décrit ainsi : « J'ai été fort surpris, en arrivant au sommet de la montagne, de trouver, au fond de son cratère, un lac d'aspect étrange ; ses contours dessinent un immense huit dont les deux boucles communiquent entre elles par un étroit canal ».
Il effectue alors des mesures et des observations sur le lac.